# حوض‌انبار نوده
حوض انبار نوده مربوط به اواخر دوره قاجار است و در شهرستان گناباد، بخش مرکزی، روستای نوده واقع شده و این اثر در تاریخ ۱۹ مرداد ۱۳۸۴ با شمارهٔ ثبت ۱۲۹۳۷ به‌عنوان یکی از آثار ملی ایران به ثبت رسیده است.